# Mercedes-Benz W153
Mercedes-Benz W 153 був розкішним шестициліндровим легковим автомобілем, побудованим паралельно з W 143 з 1938 року, і вперше представленим публіці на Берлінському автосалоні на початку 1939 року. Це була одна з кількох моделей Mercedes-Benz, відомих свого часу як Mercedes-Benz 230 (або іноді, в цьому випадку, як Mercedes-Benz Typ 230).
Автомобіль мав таку ж колісну базу 3050 мм, як і версії W143 з довшою колісною базою 1937 року, але з абсолютно новим і набагато сучаснішим кузовом, а також абсолютно новим шасі. Замість штампованого сталевого підрамника попереднього автомобіля W 153 мав х-подібний овальний трубчастий підрамник. Автомобіль був розроблений Гансом Густавом Рером, який очолював відділ розробки легкових автомобілів компанії протягом двох років до своєї смерті в серпні 1937 року.